# Отоми (язык)
Отоми́ (Hñähnü, Hñähño, Hñotho, Hñähü, Hñätho, Yųhų, Yųhmų, Ñųhų, Ñǫthǫ, Ñañhų) — один из индейских языков Мексики, относится к ото-мангской семье. Число носителей — около 240 тыс. человек, проживающих в центральной части Мексиканского нагорья.
По сути, представляет собой диалектный континуум. В 2003 году отоми получил статус национального языка, как и все индейские языки Мексики.

## Название
Название «отоми» произошло от ацтекского слова otomitl, которое в свою очередь, вероятно, произошло от старого слова totomitl («стрелок птиц»). Сами отоми называют свой язык Hñähñú, Hñähño, Hñotho, Hñähü, Hñätho, Yųhų, Yųhmų, Ñųhų, Ñǫthǫ или Ñañhų — в зависимости от диалекта. Большинство вариантов самоназвания представляют собой 2 морфемы, означающие: «говорить» и «хорошо» соответственно.

## Распространение
Ареал языка представляет собой несколько разрозненных районов. Кроме того, миграционные процессы последних лет привели к тому, что небольшое число носителей есть также в других районах Мексики и в США. Концентрация носителей сильно разнится от округа к округу и достигает в некоторых районах 60—70 % от всего населения. Около 5—6 % носителей — монолингвы.

##### Число носителей старше 5 лет (перепись 2005)[1]
| Штат          | Численность носителей |
| ------------- | --------------------- |
| Идальго       | 95 057                |
| Мехико (штат) | 83 362                |
| Керетаро      | 18 933                |
| Веракрус      | 16 822                |
| г. Мехико     | 12 460                |
| Пуэбла        | 7253                  |

## Диалекты
Традиционно отоми описывается как единый язык, однако на самом деле он представляет собой ряд диалектов, не все из которых взаимопонятны.
Лингвисты классифицируют диалекты отоми на 3 диалектных района: северо-западный (штаты Керетаро, Идальго и Гуанахуато), юго-западный (штат Мехико) и восточный (возвышенности штата Веракрус, Пуэбла, восток Идальго и некоторые деревни в Тласкала и Мехико):
- Истенкский отоми;
- Сан-фелипенский отоми (эстадо-де-мексиканский);
- Северо-западный отоми (керетарский, мескитальский);
- Сьерра отоми (восточно-горный, тенангский, тескатепекский);
- Темоаянский отоми;
- Тилапанский отоми.

Справочник Ethnologue подразделяет отоми на 9 групп: мескитальский, тилапанский, горный, тенангский, керетарский, отоми штата Мехико, темоаянский, тескатепекский и икстенкский, руководствуясь при этом степенью взаимопонятности.

## Фонология
Отоми — тональный язык. В большинстве диалектов выделяют 3 тона: высокий, низкий и возрастающий. В одном из диалектов выделяют также четвёртый, понижающийся тон. В то же время, некоторые исследователи выделяют в языке лишь 2 тона.

## Грамматика
Отоми в большей степени агглютинативный язык. Словообразование достигается прибавлением к корню слова суффиксов, префиксов и клитики. Имеются также и флективные конструкции.
Существительные изменяются только по числам и лицам. В большинстве диалектов различают единственное, множественное и двойственное число, хотя некоторые, например мескитальский, утеряли двойственное число и имеют только единственное и множественное.
Некоторые диалекты, например, толукский имеют порядок слов SVO. Для других диалектов, например мескитальского отоми, характерен порядок слов VSO. Предполагается, что для древнего отоми был характерен порядок VSO, что также характерно и для других ото-мангских языков. Изменение порядка слов в некоторых диалектах объясняется влиянием испанского.

## Заимствования
Заимствования включают в себя слова из испанского, а также ацтекских языков. Фонетика слова при этом приспосабливается к языку отоми.
- Bádú — от исп. pato («утка»);
- baga — от исп. vaca («корова»);
- berko — от исп. puerco («поросёнок»);
- doku̲tor — от исп. doctor («врач»);
- binu — от исп. vino («вино»);
- mexa — от исп. mesa («стол»).

## Примеры лексики
- 'ño̲ho̲ («мужчина»)
- 'be̲hñä («женщина»)
- nxutsi (девочка, девушка)
- hyadi («солнце»)
- zänä («луна, месяц»)
- däzabi (море, океан)
- zabi («озеро, залив»)
- mbozaa («лес, сад»)
- 'ye («дождь»)